# Lamellozetes chilensis
Lamellozetes chilensis är en kvalsterart som beskrevs av Covarrubias 1967. Lamellozetes chilensis ingår i släktet Lamellozetes och familjen Astegistidae. Inga underarter finns listade i Catalogue of Life.